# 340 a. C.
El año 340 a. C. fue un año del calendario romano prejuliano. En el Imperio romano se conocía como el Año del Consulado de Torcuato y Mus (o menos frecuentemente, año 414 Ab urbe condita).

## Acontecimientos
- Se inicia la segunda guerra latina entre Roma y las tribus latinas. Derrota latina en la batalla de Sinuesa.
- Surge en Grecia la escuela filosófica del cinismo, fundada por Diógenes de Sínope. Afirma que la civilización es antinatural y preconiza el regreso a la vida natural.[1]

## Nacimientos
- Qu Yuan, poeta chino.

## Fallecimientos
- Iseo de Atenas, orador ático (n. 420 a. C.)
- Mentor de Rodas, famoso mercenario griego al servicio de los persas